# 11α-羟基坎利酮
11α-羟基坎利酮是一种有机化合物，分子式为C22H28O4，属于甾体抗鹽皮質激素坎利酮的衍生物。相比坎利酮，11α-羟基坎利酮在心血管疾病中的药效更强、副作用更低。11α-羟基坎利酮可由甾体原料经酮还原、卤代-脱卤或硼烷-过氧化氢氧化等化学方法制得，但更常用的是利用赭曲霉、黑根霉等微生物发酵，对坎利酮的11号碳进行羟基化得到，可进一步合成依普利酮与螺内酯。